# Edson Montaño
Edson Eli Montaño Angulo (Guayaquil, 15 marzo 1991) è un ex calciatore ecuadoriano, di ruolo attaccante.

## Palmarès

### Club

#### Competizioni nazionali
- Campionato ecuadoriano: 1

Barcelona SC: 2012